# Asienspiele 2030
Die 21. Asienspiele sollen vom 4. bis zum 19. November 2030 in Doha in Katar stattfinden.

## Vergabe
Die Vergabe erfolgte am 16. Dezember 2020 auf 39. Generalversammlung des Olympic Council of Asia (OCA). Einziger Gegenkandidat von Doha war Riad, welches im Gegenzug die Spiele von 2034 zugeschlagen bekam. Doha richtete bereits im Jahr 2006 die Asienspiele aus.

## Geplante Wettkampfstätten

### Qatar Foundation Campus
| Wettkampfstätte                    | Sportarten          | Kapazität | Bemerkung |
| ---------------------------------- | ------------------- | --------- | --------- |
| Education City Stadium             | Fußball (Vorrunden) | 20.000    | Vorhanden |
| Qatar Foundation Golf Course       | Golf                | 1.000     | Vorhanden |
| Al Shaqab Equestrian Center        | Reiten              | 5.000     | Vorhanden |
| Al Shaqab Equestrian Center        | Moderner Fünfkampf  | 5.000     | Vorhanden |
| Qatar Foundation Recreation Centre | Moderner Fünfkampf  | 6.000     | Vorhanden |
| Qatar National Convention Centre   | Billard             | 1.000     | Vorhanden |

### Al Rayyan Sports Complex
| Wettkampfstätte                        | Sportarten          | Kapazität | Bemerkung |
| -------------------------------------- | ------------------- | --------- | --------- |
| Indoor Hall                            | Judo                | 3.000     | Vorhanden |
| Indoor Hall                            | Kurash              | 3.000     | Vorhanden |
| Indoor Hall                            | Ringen              | 3.000     | Vorhanden |
| Al Rayyan Baseball and Softball Centre | Baseball            | 1.500     | Temporär  |
| Al Rayyan Baseball and Softball Centre | Softball            | 1.500     | Temporär  |
| Al Rayyan Hockey Centre                | Hockey              | 2.000     | Temporär  |
| Ahmed bin Ali Stadium                  | Fußball (Vorrunden) | 15.300    | Vorhanden |

### Lusail
| Wettkampfstätte                | Sportarten          | Kapazität | Bemerkung |
| ------------------------------ | ------------------- | --------- | --------- |
| Lusail Multipurpose Hall       | Handball            | 15.300    | Vorhanden |
| Lusail Shooting Range          | Schießen            | 1.600     | Vorhanden |
| Lusail Archery Range           | Bogenschießen       | 600       | Vorhanden |
| Lusail Marina                  | Leichtathletik      | 500       | Temporär  |
| Lusail Marina                  | Straßenradsport     | 500       | Temporär  |
| Lusail Marina                  | Freiwasserschwimmen | 500       | Temporär  |
| Lusail Marina                  | Triathlon           | 500       | Temporär  |
| Canal                          | Kanurennsport       | 500       | Temporär  |
| Canal                          | Rudern              | 500       | Temporär  |
| Katara Cultural Village Marina | Segeln              | TBA       | Temporär  |

### Al Gharafa Sports Complex
| Wettkampfstätte                    | Sportarten      | Kapazität | Bemerkung |
| ---------------------------------- | --------------- | --------- | --------- |
| Al Gharafa Indoor Hall             | Sepak Takraw    | 3.000     | Vorhanden |
| Al-Gharafa Stadium                 | Siebener-Rugby  | 21.000    | Vorhanden |
| Al Gharafa Beach Handball Arenas   | Beachhandball   | 2.200     | Vorhanden |
| Al Gharafa Beach Soccer Arenas     | Beachsoccer     | 1.300     | Vorhanden |
| Al Gharafa Beach Tennis Arenas     | Beachtennis     | 2.200     | Vorhanden |
| Al Gharafa Beach Volleyball Arenas | Beachvolleyball | 1.300     | Vorhanden |

### Al Sadd Sports Complex
| Wettkampfstätte               | Sportarten     | Kapazität | Bemerkung |
| ----------------------------- | -------------- | --------- | --------- |
| Ali Bin Hamad Al Attiya Arena | Basketball     | 7.000     | Vorhanden |
| Ali Bin Hamad Al Attiya Arena | 3×3-Basketball | 3.000     | Temporär  |
| Al Sadd Swimming Pool         | Wasserball     | 1.000     | Vorhanden |

### Aspire Zone
| Wettkampfstätte               | Sportarten        | Kapazität | Bemerkung |
| ----------------------------- | ----------------- | --------- | --------- |
| Squash Courts                 | Squash            | 1.000     | Vorhanden |
| Tennis Courts                 | Tennis            | 7.855     | Vorhanden |
| Tennis Courts                 | Soft Tennis       | 7.855     | Vorhanden |
| Padel Courts                  | Padel             | 1.500     | Vorhanden |
| Al Dana Indoor Hall           | Gewichtheben      | 1.000     | Vorhanden |
| Al Dana Banquet Hall          | Schach            | 500       | Vorhanden |
| Aspire Dome                   | Bahnradsport      | 1.500     | Temporär  |
| Aspire Dome                   | Turnen            | 4.900     | Vorhanden |
| Aspire Dome                   | Badminton         | 600       | Vorhanden |
| Aspire Dome                   | Wushu             | 600       | Vorhanden |
| Aspire Dome                   | Kabaddi           | 1.000     | Vorhanden |
| Aspire Dome                   | Karate            | 1.000     | Vorhanden |
| Aspire Dome                   | Taekwondo         | 1.000     | Vorhanden |
| Aspire Dome                   | Boxen             | 600       | Vorhanden |
| Hamad Aquatic Centre          | Synchronschwimmen | 2.500     | Vorhanden |
| Hamad Aquatic Centre          | Wasserspringen    | 2.500     | Vorhanden |
| Hamad Aquatic Centre          | Schwimmen         | 2.500     | Vorhanden |
| Khalifa International Stadium | Leichtathletik    | 45.000    | Vorhanden |
| Khalifa International Stadium | Eröffnungsfeier   | 45.000    | Vorhanden |
| Khalifa International Stadium | Schlussfeier      | 45.000    | Vorhanden |
| Skateboarding Park            | Skateboarding     | 500       | Vorhanden |
| Sports Climbing Park          | Sportklettern     | 1.100     | Vorhanden |
| Basketball Hall               | Basketball        | 2.000     | Vorhanden |
| Basketball Hall               | Fechten           | 2.000     | Vorhanden |

### Sonstige Sportstätten
| Wettkampfstätte         | Sportarten          | Kapazität | Bemerkung |
| ----------------------- | ------------------- | --------- | --------- |
| Al-Thumama-Stadion      | Fußball (Vorrunden) | 20.000    | Vorhanden |
| Al-Janoub-Stadion       | Fußball (Vorrunden) | 20.000    | Vorhanden |
| Al-Bayt-Stadion         | Fußball (Vorrunden) | 20.000    | Vorhanden |
| Lusail Iconic Stadium   | Fußball (Vorrunden) | 40.000    | Vorhanden |
| Doha Asian Town Stadium | Cricket             | 13.000    | Vorhanden |
| Duhail Indoor Arena     | Volleyball          | 5.500     | Vorhanden |
| Al Bidda Park           | Beachvolleyball     | 350       | Vorhanden |